# Cadastro positivo
O Cadastro Positivo é um banco de dados de pessoas físicas e jurídicas que leva em conta os pagamentos em dia de compromissos de crédito e de consumo. Ele é um tipo de currículo financeiro utilizado para formação da nota de crédito (score), que permite a análise mais precisa de risco financeiro de concessão ou extensão de crédito. É utilizado por bureaus de crédito como Serasa, SPC Brasil, Boa Vista e outros. O cadastro positivo pode ser consultado pelo consumidor maior de 18 anos gratuitamente.

## Regulamentação
Criado como projeto de lei em 2003, pelo deputado Guilherme Afif Domingos, foi levado ao Congresso para aprovação.
Em 30 de dezembro de 2010, o presidente Luiz Inácio Lula da Silva editou a medida provisória Nº 518 sobre o cadastro positivo para disciplinar a formação e a consulta aos bancos de dados com informações de adimplemento de pessoas físicas e jurídicas e seguiu para aprovação do Congresso nacional.
Aprovada pelo Congresso Nacional e pelo Senado em maio de 2011  foi discutido e propostas alterações quanto ao texto original, o texto seguiu para a aprovação da presidência.

## Como funciona
Até a criação do Cadastro Positivo, o que existia no Brasil era o Cadastro Negativo, utilizado para checar o histórico de mau pagador (inadimplência) de consumidores ou empresas.
O cadastro positivo inverte essa realidade para o mercado de crédito. Os dados utilizados pelos Bureaus de Crédito passam a informar também a pontualidade do consumidor no pagamento de suas contas e registra compromissos e hábitos de pagamentos, listando os bons pagadores e aqueles que cumpriram seus compromissos em dia.
O cadastro positivo funciona da seguinte forma:
- Os bancos de dados, as fontes de informação e os consulentes são responsáveis de forma objetiva e solidaria por eventuais danos morais e materiais ao cadastrado[6]

## Benefícios para empresários
Com o cadastro positivo pode-se verificar que o atraso é apenas um problema pontual diante do histórico de bom pagador (adimplência) do consumidor.
Pessoas que podem ser bons pagadores começam a contratar empréstimos com juros mais baixos ou prazos maiores, deixando de pagar pelo risco de maus pagadores.

## Prováveis malefícios sociais
- Vazamento e obtenção de dados de forma irregular por outros setores.[10][11] Segundo a Unidade Especial de Proteção de Dados e Inteligência Artificial (Espec) do Ministério Público do Distrito Federal e territórios (MPDFT), foi aberta investigação sobre a existência de uma "possível vulnerabilidade exposta" relacionada ao Cadastro Positivo.[11]
- Viola a vida privada e a capacidade do indivíduo de refazer a vida de forma digna.[12]

## Cadastro

### Automação sem permissão do cidadão
O Cadastro Positivo pode ser ativado sem a necessidade de consentimento do cidadão. Em 2001 o Ministério Público constatou que o Cadastro Positivo seria inconstitucional por ferir a intimidade e liberdade humana.

### Dificuldade para conseguir se descadastrar
No início foi constatado que empresas que controlam o Cadastro Positivo dificultavam ao máximo a opção da pessoas tentar se descadastrar. Hoje, porém, o cenário mudou. A Serasa permite que o serviço seja desativado de forma online, mas alerta que excluir o Cadastro Positivo pode prejudicar a pontuação de crédito (score), pois apenas os dados negativos passam a ser levados em conta.